# Klappriss
Ein Klappriss, auch schwedischer Klappriss genannt, ist eine besondere Art der bildlichen Darstellung in der Kartografie, die etwa ab dem Beginn des 18. Jahrhunderts im Bergbau zunächst in Schweden angewandt wurde. Die dort teils mächtigen Gang-Erzlagerstätten besaßen mitunter mehrere annähernd parallel verlaufende abbauwürdige Trümer. Zur Darstellung der Grubenbaue in solchen parallelen Trümern klebten die schwedischen Markscheider auf ihre senkrechten Schnittzeichnungen – Seigerrisse genannt – Klappen aus Papier auf, um die Einzeltrümer darzustellen.
Ebenfalls an der Wende zum 18. Jahrhundert ließen sich zwei aus dem Harz kommende Bergleute in Schweden bei dem Erfinder Christopher Polhem ausbilden. Einer der beiden, Bernhard Ripking, erlernte dort die Kunst der Klapprisse und brachte sie nach seiner Rückkehr in seine Heimat als Neuerung in den Oberharz, wo sie sich für den Gangerzbau rasch verbreitete.

## Dreidimensionale Abbildungen
Zu den Besonderheiten unter den Klapprissen zählen dreidimensionale Darstellungen wie etwa der bereits um 1600 entstandene Klappriss von Pfalz, Dom und Burgplatz in Braunschweig.